# Earle (Arkansas)
Earle es una ciudad en el condado de Crittenden, Arkansas, Estados Unidos. Para el censo de 2000 la población era de 3.036 habitantes.

## Geografía
Earle se localiza a 35°16′13″N 90°27′53″O / 35.27028, -90.46472. De acuerdo a la Oficina del Censo de los Estados Unidos, la ciudad tiene un área total de 8,4 km², de los cuales el 100% es tierra.

## Demografía
Para el censo de 2000, había 3.036 personas, 1.074 hogares y 727 familias en la ciudad. La densidad de población era 361,4 hab/km². Había 1.247 viviendas para una densidad promedio de 148,1 por kilómetro cuadrado. De la población 23,45% eran blancos, 75,23% afroamericanos, 0,20% amerindios, 0,43% asiáticos, 0,10% de otras razas y 0,59% de dos o más razas. 0,53% de la población eran hispanos o latinos de cualquier raza.
Se contaron 1.074 hogares, de los cuales 36,1% tenían niños menores de 18 años, 35,0% eran parejas casadas viviendo juntos, 27,7% tenían una mujer como cabeza del hogar sin marido presente y 32,3% eran hogares no familiares. 29,7% de los hogares eran un solo miembro y 13,5% tenían alguien mayor de 65 años viviendo solo. La cantidad de miembros promedio por hogar era de 2,83 y el tamaño promedio de familia era de 3,54.
En la ciudad la población está distribuida en 36,6% menores de 18 años, 9,4% entre 18 y 24, 24,0% entre 25 y 44, 17,0% entre 45 y 64 y 13,0% tenían 65 o más años. La edad media fue 29 años. Por cada 100 mujeres había 82,6 varones. Por cada 100 mujeres mayores de 18 años había 74,6 varones.
El ingreso medio para un hogar en la ciudad fue de $20.344 y el ingreso medio para una familia $22.775. Los hombres tuvieron un ingreso promedio de $26.510 contra $18.011 de las mujeres. El ingreso per cápita de la ciudad fue de $13.260. Cerca de 40,2% de las familias y 45,4% de la población estaban por debajo de la línea de pobreza, 58,7% de los cuales eran menores de 18 años y 36,6% mayores de 65.